# Hans Rev
Hans Rev vel Hans Reff (ur. ok. 1489, zm. 1545 w Oslo) – norweski duchowny, biskup diecezjalny Oslo w latach 1525–1537, superintendent Oslo w latach 1539–1545. 
Jedyny biskup katolicki w Norwegii, który pogodził się z decyzją króla Chrystiana III o wprowadzeniu reformacji i został w późniejszym czasie ustanowiony na urzędzie superintendenta w Kościele Norwegii. 

## Życiorys
Z pochodzenia Duńczyk. Studiował w Paryżu, magister obojga praw. Sekretarz arcybiskupa Nidaros, Erika Valkendorfa. Zasiadał jako kanonik w kapitule archikatedralnej. W 1525 roku dzięki zabiegom Olava Engelbrektssona został biskupem rzymskokatolickiej diecezji Oslo. 
Brał udział w opracowaniu pierwszych ksiąg drukowanych w Norwegii - Breviarium Nidrosiense i Missale Nidrosiense. Od 1523 roku uczestniczył w życiu politycznym Królestwa Norwegii. Początkowo wspierał politykę Olava Engelbrektssona i wzmocnienia pozycji Riksråd względem króla. Z czasem zaczął balansować z lojalnością wobec arcybiskupa, a przechodzić na stronę zwolenników władcy. Po śmierci Fryderyka I poparł elekcję Chrystiana III na króla Norwegii. W 1536 roku został aresztowany z rozkazu Olava Engelbrektssona.
Podporządkował się decyzjom władcy o wprowadzeniu luteranizmu i utworzeniu Kościoła Norwegii. W 1537 roku złożył hołd królowi i zrzekł się piastowanej funkcji kościelnej. W 1539 roku został ustanowiony superintendentem diecezji Oslo. Jednocześnie z diecezją Oslo zarządzał terytorium diecezji Hamaru.